# Dumitru Protase
Dumitru Protase (n. 1 februarie 1926, Mocod, România – d. 25 aprilie 2022) a fost un istoric, arheolog, membru de onoare al Academiei Române din 2003 și membru al Institutului de Istorie din Cluj.
A întreprins cercetări arheologice la:
- Castrul roman de la Orheiu Bistriței[2] în anul 1960,
- Castrul roman de la Livezile[2] în anul 1967,
- Castrul roman de la Brâncovenești[2] între anii 1970-1973, 1987,
- Castrul roman de la Surducu Mare[2] în anul 1975,
- Castrul roman Berzobis[2] în anul 1975,
- Castrul roman de la Ilișua[2] în anul 1980,
- Castrul roman de la Tihău[2] în anul 1994,
- Castrul roman de la Hoghiz[2] în anul 2003.

Cetățean de onoare al județului Bistrița-Năsăud.

## Distincții
- Ordinul „Meritul Științific” clasa a III-a (26 septembrie 1966) „pentru merite deosebite în activitatea științifică, cu prilejul Centenarului Academiei Republicii Socialiste România”[4]

## Opere
- Dumitru Protase, Șantierul arheologic Soporul de Cîmpie (r. Turda, reg. Cluj),  Editura Academiei Republicii Populare Romîne, 1962
- Dumitru Protase, Un cimitir dacic din epoca romană la Soporu de Câmpie. Contribuții la problema continuității în Dacia, București, 1976.